# Boccaccio 70
Boccaccio 70 es una película colectiva italiana de 1962 basada en una idea de Cesare Zavattini y dirigida por cuatro cineastas: Mario Monicelli, Federico Fellini, Luchino Visconti y Vittorio de Sica. Cada director se ocupó de un capítulo de la película. Las cuatro tratan, evocando el estilo de Giovanni Boccaccio, de aspectos de la moralidad y del amor en los tiempos modernos.

## Renzo y Luciana(Renzo e Luciana)
Tras una serie de peripecias, una pareja de obreros (interpretada por los actores Germano Gilioli y Marisa Solinas) encuentra por fin una casa, pero sus turnos de trabajo los separan.
- Dirección: Mario Monicelli.
- Guion: Giovanni Arpino, Suso Cecchi d'Amico e Italo Calvino, a partir de la novela corta de este último titulada La aventura de un matrimonio (L'avventura di due sposi, 1958), que había sido publicada por primera vez en el volumen antológico I racconti (1958) y se incluyó después en la colección Los amores difíciles (Gli amori difficili, 1970).

En la época del estreno de la película, este primer episodio solo se difundiría en la distribución italiana.
Debió a preocupaciones sobre la duración total de la película, que alcanzaba los 208 minutos con los cuatro segmentos, "Renzo e Luciana" fue excluido de la versión presentada en el Festival de Cannes de 1962. Esta decisión fue tomada sin el consentimiento de Monicelli. Por solidaridad con él, los otros tres directores no acudieron a la presentación en el Festival de Cannes.

## Las tentaciones del doctor Antonio(Le tentazioni del dottor Antonio)
Antonio Mazzuolo (Peppino De Filippo) es un moralista intransigente que anda muy afanoso para que quiten de en frente de su ventana un enorme cartel que proclama la calidad nutritiva de la leche con una imagen de Anita Ekberg recostada en un diván. Al mismo tiempo, claro, el doctor Antonio tiene vívidas fantasías sexuales.
- Dirección: Federico Fellini.
- Ayudante de dirección: Brunello Rondi.
- Guion: Ennio Flaiano, Tullio Pinelli, Federico Fellini, Brunello Rondi y Goffredo Parise.
- Escenografía: Piero Zuffi.
- Fotografía: Otello Martelli.
- Montaje: Leo Catozzo.
- Música: Nino Rota.
- Intérpretes:
  - Peppino De Filippo: el Doctor Antonio Mazzuolo.
  - Anita Ekberg: la mujer del cartel.
  - Antonio Acqua: el comisario.
  - Eleonora Nagy: la niña.
  - Dante Maggio.
  - Donatella Della Nora: hermana del doctor.
  - Giacomo Furia.
  - Alfredo Rizzo.
  - Alberto Sorrentino.
  - Monique Berger.
  - Polidor.

## El trabajo(Il lavoro)
Pupe se entera de que el conde, su marido, es un gran aficionado a las señoritas de compañía, y toma la determinación de cobrarle a partir de entonces por el uso del matrimonio.
- Dirección: Luchino Visconti.
- Guion: Suso Cecchi d'Amico y Luchino Visconti, a partir de las historias Junto al lecho (Au bord du lit, 1883), de Guy de Maupassant, y La señorita Elsa (Fräulein Else, 1924), de Arthur Schnitzler.[3]
- Escenografía:  Mario Garbuglia.
- Fotografía: Giuseppe Rotunno.
- Montaje: Mario Serandrei.
- Música: Nino Rota.
- Intérpretes:
  - Romy Schneider: Pupe.
  - Tomás Milián: el conde Ottavio.
  - Romolo Valli.

## La rifa(La riffa)
En la feria de Lugo, un feriante vende entre los ganaderos del lugar 90 billetes a 3.000 liras para gozar de la joven y bella Zoe (Sophia Loren), nacida en Nápoles, que regenta una caseta de tiro. Zoe está asociada con la pareja dueña de la barraca de feria. El negocio va tan mal que la única solución es hacer una rifa en la que el premio sea pasar una noche con la bella Zoe. Entretanto, un toro anda suelto por la feria. De entre el público, un joven valiente es capaz de controlar y detener al animal. Las papeletas se venden pronto y el revuelo que se organiza en el pueblo es enorme. Entre tanta expectación, Zoe se reencuentra con el joven valiente de la mañana, un joven guapo y atractivo. El joven pretendiente la besa y le propone ir al baile, pero ella debe cumplir su palabra. Hecho el sorteo, toca el número 68, que es el boleto del sacristán llamado Cuspett, persona noble a la que una turba de hombres intenta convencer de que lo venda por hasta 80.000 liras, pero él prefiere disfrutarlo. Una vez que llega el sacristán a su caravana, el vehículo arranca y sale despavorido. Se trata de su novio, que quiere impedir que Zoe pierda la virginidad prometida.
- Dirección: Vittorio De Sica.
- Guion: Cesare Zavattini.